# Rakiurapyrgus
Rakiurapyrgus is een geslacht van weekdieren uit de klasse van de Gastropoda (slakken).

## Soorten
- Rakiurapyrgus cresswelli (Climo, 1974)
- Rakiurapyrgus micula Haase, 2008